# Everywhere at the End of Time
Albums de The Caretaker
Extra Patience (After Sebald) (2012) Everywhere, an Empty Bliss
(2019)
Everywhere at the End of Time est le onzième projet musical du musicien britannique de musique électronique Leyland Kirby (alias The Caretaker). Il comprend six albums studio, sortis entre 2016 et 2019, qui utilisent des boucles dégradantes de musique de salon échantillonnée pour décrire la progression de la maladie d'Alzheimer. Inspiré par le succès de An Empty Bliss Beyond this World (2011), Kirby produit Everywhere comme sa dernière œuvre majeure sous le pseudonyme. Les albums sont produits à Cracovie, en Pologne, et sortis sur des périodes de six mois pour « donner une idée du temps qui passe », avec des couvertures d'albums abstraites de son ami Ivan Seal. La série établit des comparaisons avec les œuvres du compositeur William Basinski et du musicien de musique électronique Burial, tandis que les dernières Stages sont influencées par le compositeur avant-gardiste John Cage.
La série comprend six heures de musique, illustrant une gamme d'émotions et caractérisées par du bruit partout. Bien que les trois premières étapes (Stages) soient similaires à An Empty Bliss, les trois dernières s'écartent des premiers morceaux ambient de Leyland. Les albums reflètent le trouble et la mort du patient, ses sentiments et le phénomène de lucidité terminale. Pour promouvoir la série, l'artiste visuel anonyme Weirdcore réalise des clips pour les deux premières Stage. Au début, inquiet de savoir si la série semblerait prétentieuse, Leyland pensait ne pas enregistrer Everywhere du tout et passait plus de temps à la produire que n'importe laquelle de ses autres reprises. Les pochettes de l'album retiennent l'attention d'une exposition d'art française nommée d'après  Everywhere, an Empty Bliss (2019) de The Caretaker, une compilation de chansons archivées.
Au fur et à mesure de la sortie de chaque Stage, la série reçoit des critiques progressivement positives de la part des critiques ; sa longueur et son concept axé sur la démence ont conduit de nombreux critiques à se sentir émus par l'édition complète. Considéré comme l'opus magnum de Leyland, Everywhere est l'une des sorties musicales les plus appréciées des années 2010. Les soignants des personnes atteintes de démence ont également salué l'empathie accrue des albums envers les patients parmi les jeunes auditeurs, bien que certains médecins aient estimé que la série était trop linéaire. Il devient un phénomène Internet au début des années 2020, apparaissant dans les vidéos TikTok comme un défi d'écoute, se transformant en un mod controversé pour le jeu vidéo Friday Night Funkin' (2020) et apparaissant dans les mèmes Internet.

## Contexte

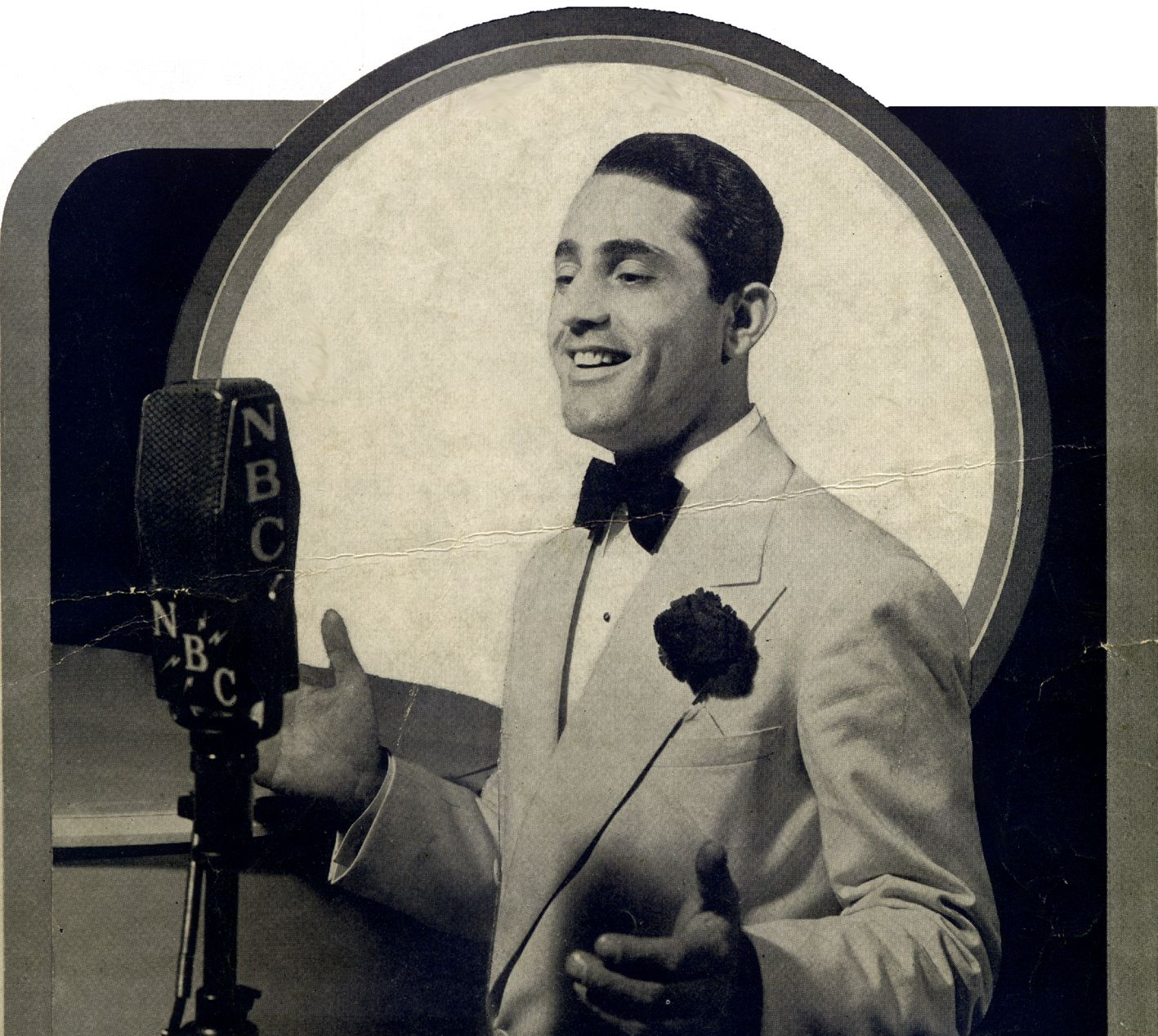
Al Bowlly, musicien de big band samplé sur Everywhere at the End of Time

En 1999, le musicien de musique électronique britannique Leyland Kirby adopte le pseudonyme de The Caretaker, dont les morceaux samplent des disques de big band. Leyland tire son influence de la scène de la salle de bal hantée de l'œuvre du cinéaste Stanley Kubrick, The Shining (1980), comme on l'entend sur le premier album de l'alias, Selected Memories from the Haunted Ballroom (1999). Ses premiers disques présentent le style ambient qui serait prédominant dans ses dernières sorties. Le projet explore pour la première fois la perte de mémoire dans Theoreically Pure Anterograde Amnesia (2005), un album de trois heures décrivant la maladie homonyme. En 2008, Persistent Repetition of Phrases voit le pseudonyme de The Caretaker attirer l'attention critique et une plus grande base de fans.
En 2011, Leyland publie An Empty Bliss Beyond this World, acclamé pour son exploration de la maladie d'Alzheimer. Bien que Leyland ne souhaite à l'origine pas produire plus de musique en tant que The Caretaker, il se sent obligé de poursuivre le projet en raison du succès de An Empty Bliss. Il pense alors que le seul concept restant à explorer était la progression de la démence, qui, selon lui, se dévoilerait progressivement à travers une série de six albums. Ce serait sa dernière libération en tant que gardien[Quoi ?] ; Leyland déclare : « Je ne vois tout simplement pas où je peux l'emmener après ça. » Everywhere at the End of Time représente la « mort » symbolique de l'alias The Caretaker, avec de nombreux morceaux des reprises précédentes du pseudonyme qui y sont samplés.

## Production
Les albums, que Leyland décrit comme une exploration de « la progression et l'ensemble de la démence », présentent des morceaux poétiques et des descriptions pour chaque étape (Stage),, qui représentent une personne atteinte de démence et de ses émotions. Les idées de persécution, de mélancolie, de confusion et d'attirance sont présentes partout, et selon l'écrivaine Alexandra Weiss, le projet de Leyland « soulève des questions importantes sur l'attitude occidentale envers la mort »,,. Tiny Mix Tapes explique que, comme le chant du cygne de l'alias The Caretaker, Everywhere « menace à chaque instant de céder la place à rien ». Les albums présentent un concept expérimental avant-gardiste, le magazine Fact notant un « lien hantologique » entre le style d'Everywhere et les thèmes vaporwave. L'auteure Sarah Nove loue l'absence d'aura physique d'Everywhere, tandis que Matt Mitchell du Bandcamp Daily écrit que la série se termine par une « catharsis éthérée »,.
L'exploration de la détérioration mentale dans cette série établit des comparaisons avec The Disintegration Loops (2002-2003) du musicien William Basinski,, qui, contrairement au projet de Leyland, se concentre sur la détérioration physique en parallèle aux attentats du 11 septembre,,. Bien qu'ayant un regard positif à l'égard des projets de Basinski, Leyland déclare que les siens « ne sont pas seulement des boucles qui se décomposent. Ils expliquent pourquoi ils se décomposent et comment ». Le son d'Everywhere est également comparé au style du musicien de musique électronique Burial ; l'auteur Matt Colquhoun écrit pour The Quietus que les deux artistes « mettent en valeur le « temps émiété du XXIe siècle » ». En passant en revue la Stage 1, les rédacteurs Adrian Mark Lore et Andrea Savage louent le disque pour les amateurs de Basinski, Stars of the Lid et Brian Eno. Certains samples reviennent constamment — en particulier la chanson Heartaches sortie en 1931 et reprise par Al Bowlly — et se dégradent à chaque album.
Les morceaux deviennent de plus en plus déformées à chaque phase, reflétant la mémoire du patient et sa détérioration. Le style jazz des trois premières scènes n'est pas sans rappeler An Empty Bliss, qui utilise des boucles de disques vinyles et de cire. Sur Stage 3, les morceaux sont plus courts (certaines ne durent qu'une minute) et évitent généralement les fondus sortants. Les étapes de post-conscience reflètent le désir de Leyland « d'explorer la confusion totale, où tout commence à s'effondrer ». Les deux avant-dernières étapes présentent le chaos musical, représentant la perception altérée de la réalité du patient. La dernière Stage consiste en des éléments de drone, décrivant le vide d'esprit de la personne atteinte. Dans ses 15 dernières minutes, il use d'un orgue, d'un chœur et d'une minute de silence, décrivant la mort,. Les Stages 4-6 sont souvent soulignées comme étant au centre du concept et de la composition d'Everywhere : Miles Bowe de Pitchfork écrit sur le contraste des dernières étapes (Stages) avec les autres œuvres ambiantes de Leyland comme « faisant évoluer son style de manière nouvelle et souvent effrayante » tandis que Leyland décrit la série comme « plus axée sur les trois dernières [Stages] que sur les trois premières ». Dans leur Handbook of the Anthropology of Sound, Bloomsbury Academic décrit les Stages ultérieures comme « un découpage désorientant de réminiscences troubles baignant dans un brouillard réverbérant », les reliant à l'amusia et à ses effets sur la mémoire musicale.